# 채권자대위권
채권자대위권(債權者代位權)은 민법상의 채권자가 자기의 채권을 보전하기 위하여 자기의 이름으로 채무자의 권리를 행사할 수 있는 권리이다. 가령 채무자가 제3자에 대하여 가지는 권리를 행사하지 않기 때문에 그 채권이 소멸시효에 걸릴 염려가 있는 경우 또는 채무자가 타인으로부터 부동산을 매수하였으나 그가 매도인에 대하여 등기청구권을 행사하지 않기 때문에 소유권을 취득하지 못하게 될 위험이 있는 경우에, 채권자는 채무자의 권리를 대신 행사하여 시효를 중단시키거나 채무자의 등기청구권을 대신 행사하여 채무자가 소유권을 취득하게 할 수 있다.

## 민법조문
제404조(채권자대위권)
① 채권자는 자기의 채권을 보전하기 위하여 채무자의 권리를 행사할 수 있다. 그러나 일신에 전속한 권리는 그러하지 아니하다.
② 채권자는 그 채권의 기한이 도래하기 전에는 법원의 허가없이 전항의 권리를 행사하지 못한다. 그러나 보전행위는 그러하지 아니하다.
제405조 (채권자대위권행사의 통지)
①채권자가 전조 제1항의 규정에 의하여 보전행위이외의 권리를 행사한 때에는 채무자에게 통지하여야 한다.
②채무자가 전항의 통지를 받은 후에는 그 권리를 처분하여도 이로써 채권자에게 대항하지 못한다.

## 사례
- 국세청이 세금체납자 A를 조사하여 A가 최고가 아파트 분양권을 매입 능력이 없는 친구 B씨에게 양도하고 아파트가 준공된 후에는 부친 명의로 전세 계약을 체결한 뒤 그 아파트에 들어가 살았다는 사실과 B에게 돈을 분산 입금한 것을 발견하고는 서류상 아파트 소유주로 되어 있는 B씨를 상대로 채권자대위권에 의거 진정명의회복을 원인으로 한 '소유권이전청구 소송'을 제기하였다.[1]

- 친구에게 사업자금을 빌려주고 계약서에 만약 1년 뒤에도 갚지 못하게 되면 2004년에 생명보험회사에 1억원짜리 보험을 들어둔 것이 있으니 이 보험금에 권리를 행사하면 될 것이라고 해 이러한 내용을 특약으로 명기하였는데 친구가 돈을 갚지 않는 경우, 채권자 대위권에 기해 보험계약자를 대위해 해지권을 행사하고 보험회사에 대해 해지환급금(실무상 해약환급금)의 지급을 청구하거나 위 보험계약에 대한 압류채권자로서 보험계약자의 해약환급금청구권을 압류하고 압류채권자로서 추심권에 의해 위 보험계약을 해지하고 해약환급금을 받아갈 수 있다.[2]

- 갑은 을에 대한 물품대금채권이 있는데, 을은 병으로부터 부동산을 매수해 매매잔금까지 모두 지급하고서도 소유권이전등기를 하지 않고 있어 갑은 위 물품대금채권을 보전하기 위해 병을 상대로 을의 소유권이전등청구권을 대위행사, 소유권이전등기청구를 해 을 명의로 등기된 후 그 부동산을 가압류하고 을에 대해 물품대금청구소송을 제기할 수 있다.[3]

## 판례

### 채무자의 권리 불행사
채무자의 일신에 전속하는 권리로서 신분법상 권리와 인격권은 채권자대위권의 목적으로 되지 않는다.

##### 채무자가 제3채무자에게 이미 재판상 행사한 권리를 채권자가 채무자를 대위하여 행사할 수 있는지 여부
- 채권자 대위권은 채무자가 제3채무자에게 대한 권리를 행사하지 아니하는 경우에 한하여 채권자가 자기의 채권을 보전하기 위하여 행사할 수 있는 것이어서, 채권자가 대위권을 행사할 당시에 이미 채무자가 그 권리를 행사하였을 때에는 채권자는 채무자를 대위하여 채무자의 권리를 행사할 수 없다(대법원 2009.3.12. 선고 2008다65839 판결).

### 금전채권임에도 불구하고 채무자의 무자력을 요구하지 않은 예외적 판례
- 원칙적으로는 금전채권은 채무자의 무자력이 요구되지만, 피보전채권과 피대위권리가 밀접하게 관련되어 있어 채권자대위권을 행사하지 않으면 피보전채권을 유효,적절하게 행사할 수 없는 예외적인 경우에 한하여 무자력 요건은 필요하지 않다. 채권자가 자기채권을 보전하기 위하여 채무자의 권리를 행사하려면 채무자의 무자력을 요건으로 하는 것이 통상이지만 임대차보증금반환채권을 양수한 채권자가 그 이행을 청구하기 위하여 임차인의 가옥명도가 선이행되어야 할 필요가 있어서 그 명도를 구하는 경우에는 그 채권의 보전과 채무자인 임대인의 자력유무는 관계가 없는 일이므로 무자력을 요건으로 한다고 할 수 없다 (대법원 1989. 4. 25. 선고 88다카4253 판결).(16년 법원승진 오답지문, ③ 금전채권을 피보전권리로 하여 채권자대위권을 행사하기 위해서는 반드시 채무자의 무자력을 요건으로 한다.)

### 채무자가 통지를 받은 후에는 그 권리를 처분하여도 이로써 채권자에게 대항하지 못한다.
1. 통지 후 매매계약의 해제 또는 채권의 포기 불허
2. 통지 후 채무자의 권리행사도 불허
3. 채권자가 통지하지 않는 때에도 채무자가 대위권의 행사 사실을 안 때에는 채권자가 통지를 한 것과 같은 효과가 발생한다.

## 행사 이유
- 강제집행은 집행권원의 존재 기타 번거로운 절차를 필요로 하나 채권자대위권의 행사는 집행권원을 필요하지 않아 간단하다.
- 청구권 뿐만 아니라 취소권, 해제권, 환매권 등도 행사의 대상이 된다.

## 요건
1. 피보전채권이 존재할 것
2. 피보전 적격이 있을 것
3. 채권보전의 필요성이 있을 것
4. 채무자가 권리행사를 하지 않을 것
5. 채권자의 채권이 이행기에 있을 것

## 판례
- 저작권자와의 이용허락계약에 의하여 취득하는 독점적 번역출판권은 독점적으로 원저작물을 번역하여 출판하는 것을 내용으로 하는 채권적 권리이므로, 제3자가 작성한 저작물이 원저작물의 번역물이라고 볼 수 없는 때에는 독점적 번역출판권자가 저작권자를 대위하여 그 제3자를 상대로 침해정지 등을 구할 보전의 필요성이 있다고 할 수 없다.[4]

## 관련 판례
- 대판 2000.6.9 98다18155
- 대판 2004.11.26. 2004다40986
- 대판 1985.4.9 84다카1131
- 대판 1979.6.26. 79다407
- 대판 1996.2.9. 95다27998
- 대판 1980.7.8. 79다1928
- 대판 1975.5.13. 74다1664
- 대판 2001.5.8. 99다38699

## 참고 문헌
- 지원림, 민법강의[쪽 번호 필요]

## 같이 보기
- 채권자취소권